# Serie A2 (pallacanestro femminile)
La Serie A2 è la seconda divisione del Campionato italiano di pallacanestro femminile. È nata insieme alla Serie A1 nel 1980-81 dallo sdoppiamento della Serie A.

## Formula
Secondo regolamento, nella stagione 2021-22 le 28 squadre partecipanti sono suddivise in due gironi da 14 squadre su base geografica. Viene disputata una Prima Fase con incontri di andata e ritorno.
Al termine della Prima Fase, le squadre classificate dal primo all'ottavo posto di ogni girone sono ammesse ai Play Off che decretano le due squadre promosse in Serie A1.
Ogni turno di Play Off si disputa al meglio delle tre gare.
Le squadre classificate dal 10º al 13º posto disputano i Play Out che decretano 2 retrocessioni in Serie B. Le ultime classificate dei due gironi retrocedono direttamente in Serie B.

## Organico
Le squadre che partecipano alla Serie A2 femminile di basket nella stagione 2024-2025 sono:
Girone A:
- Virtus Academy Benevento
- Pall. Broni
- Virtus Cagliari
- Costa Masnaga
- USE Empoli
- Basket Foxes Giussano
- Cest. Spezzina
- Jolly Livorno
- Salerno Basket 92
- Sanga Milano
- Libertas Moncalieri
- Pol. A.Galli
- S. Salv. Selargius
- Torino Teen

Girone B:
- Girls Ancona
- B.C. Bolzano
- FeBa Civ. Marche
- San Giorgio MN
- Thunder Matelica
- Eirene Ragusa
- Panthers Roseto
- Rhodigium
- NP Treviso
- Futurosa Trieste
- Libertas SBS Udine
- Umbertide
- Vicenza
- Vigarano

## Albo d'oro
| Stagione | Promozioni | Promozioni                                                                                     | Note      |
| Stagione | Numero     | Squadre                                                                                        | Note      |
| -------- | ---------- | ---------------------------------------------------------------------------------------------- | --------- |
| 1980-81  | 2          | Ginnastica Comense 1872 Como e Varta Pescara                                                   |           |
| 1981-82  | 2          | Unicar Cesena e Partenio Avellino                                                              |           |
| 1982-83  | 3          | Ginnastica Triestina, Ibici Busto Arsizio e Playbasket Barletta                                |           |
| 1983-84  | 3          | Omsa Faenza, Sidis Ancona Basket e Giove Caserta                                               |           |
| 1984-85  | 3          | Frozzi Ferrara, GEAS Sesto San Giovanni e Peugeot Stabia                                       |           |
| 1985-86  | 3          | Latte Stella Trogylos Priolo, Mapom Magenta e Ottaviano                                        |           |
| 1986-87  | 3          | Partenio Avellino, Florence Basket e Verga Palermo                                             |           |
| 1987-88  | 2          | Oece Cavezzo e Club Atletico Omsa Faenza                                                       |           |
| 1988-89  | 3          | Famila Schio, Puglia Bari e Ginnastica Triestina                                               |           |
| 1989-90  | 3          | Antoniana Busto Arsizio, Calabria Latte Catanzaro e Pamela Sud Pistoia                         |           |
| 1990-91  | 3          | Wit Boy Montecchio Maggiore, Pitagora Pescara e Sireg Lissone                                  |           |
| 1991-92  | 3          | Famila Schio, Sipe Avellino e GEAS Sesto San Giovanni                                          |           |
| 1992-93  | 3          | Sireg Brianza, Copma Ferrara e Will Wood Marino                                                |           |
| 1993-94  | 2          | Libertas Basket Bologna, Gsm Messina e Sport Club Alcamo                                       |           |
| 1994-95  |            |                                                                                                | III serie |
| 1995-96  |            |                                                                                                | III serie |
| 1996-97  |            |                                                                                                | III serie |
| 1997-98  |            |                                                                                                | III serie |
| 1998-99  | 2          | HS Penta Faenza e Delta Alessandria                                                            |           |
| 1999-00  | 2          | Happidea Albino e Vini Corvo Termini Imerese                                                   |           |
| 2000-01  | 2          | Reyer Venezia e Taranto Cras Basket                                                            |           |
| 2001-02  | 2          | Scortrans Vicenza e Virtus Viterbo                                                             |           |
| 2002-03  | 3          | Juvenilia Reggio Emilia, Basket Vomero Phard Napoli e Pantere Caserta                          |           |
| 2003-04  | 2          | Profexional Bolzano e Vini Sardegna Alghero                                                    |           |
| 2004-05  | 2          | Basket Cavezzo e Virtus Viterbo                                                                |           |
| 2005-06  | 2          | Montigarda Montichiari e San Raffaele Marino                                                   |           |
| 2006-07  | 1          | Italmoka Pozzuoli                                                                              |           |
| 2007-08  | 2          | GEAS Sesto San Giovanni e Liomatic Umbertide                                                   |           |
| 2008-09  | 2          | Basket Cavezzo e Juve Pontedera                                                                |           |
| 2009-10  | 1          | Le Mura Lucca                                                                                  |           |
| 2010-11  | 1          | Sport Club Alcamo                                                                              |           |
| 2011-12  | 3          | Vassalli 2G Vigarano, CUS Chieti e Ceprini Costruzioni Orvieto                                 |           |
| 2012-13  | 4          | Reyer Venezia, Passalacqua Trasporti Ragusa, Fila San Martino di Lupari e Virtus Basket Spezia |           |
| 2013-14  | 3          | Ginnastica Triestina, Vassalli 2G Vigarano e Minibasket Battipaglia                            |           |
| 2014-15  | 2          | Pallacanestro Torino e GEAS Sesto San Giovanni                                                 |           |
| 2015-16  | 2          | OMC Cignoli Broni e Cestistica Spezzina                                                        |           |
| 2016-17  | 1          | Progresso Bologna                                                                              |           |
| 2017-18  | 2          | GEAS Sesto San Giovanni e USE Rosa Empoli                                                      |           |
| 2018-19  | 3          | B&P Costa Masnaga, Andros Basket Palermo e Progresso Bologna                                   |           |
| 2019-20  | -          | campionato sospeso per pandemia - promozioni non assegnate                                     |           |
| 2020-21  | 2          | Libertas Moncalieri e Faenza B. Project                                                        |           |
| 2021-22  | 2          | Parking Graf Crema e Bruschi Bk San Giovanni Valdarno                                          |           |
| 2022-23  | 2          | Pallacanestro Sanga Milano e PB63 Battipaglia                                                  |           |
| 2023-24  | 2          | Autosped BCC Derthona Basket e Alpo Basket '99                                                 |           |
| 2024-25  | 2          | Panthers Roseto e Pall. Broni                                                                  |           |